# Norman Dello Joio
Norman Dello Joio (geboren als Nicodemo DeGioio, New York, 24 januari 1913 – ?, 24 juli 2008) was een Amerikaans componist.

## Levensloop
Dello Joio was afkomstig uit een Italiaanse organistenfamilie. Hij studeerde aan de bekende Juilliard School of Music en de eveneens bekende Yale School of Music en was vanaf 1941 een leerling van Paul Hindemith. Van 1934 tot 1940 was hij organist aan de St. Ann's Church in New York. Daarna was hij directeur van een balletgroep. Van 1945 tot 1950 leerde hij compositie aan het Sarah Lawrence College en 1957 werd hij professor voor compositie aan het Mannes College of Music. Van 1959 tot en met 1973 was hij projectleider voor eigentijdse muziek van de Ford stichting. In 1957 was hij winnaar van de overbekende Pulitzer-prijs voor zijn compositie Meditations on Ecclesiastes. In 1965 werd hij onderscheiden met de Emmy Award voor zijn filmmuziek voor The Louvre.

## Composities

### Werken voor orkest
- 1944 Magnificat
- 1945 To a Lone Sentry
- 1946 Concerto, voor harp en orkest
- 1949 Concert Music, voor orkest
- 1950 Variations, Chaconne, and Finale, voor orkest
- 1952 New York Profiles
- 1952 The Triumph of Saint Joan Symphony
- 1953 Epigraph for orchestra
- 1955 Concertante, voor klarinet en orkest
- 1963 Fantasy and Variations, voor piano en orkest
- 1967 Five Images, voor orkest
- 1970 Evocations, voor gemengd koor en orkest (of piano)
- Meditations on Ecclesiastes, suite voor strijkorkest

### Werken voor harmonieorkest
- 1950 Variations, Chaconne, and Finale, voor harmonieorkest
- 1952 The Triumph of Saint Joan Symphony, voor harmonieorkest
- 1957 Air Power, symfonische suite
- 1963 Variants on a Medieval Tune, voor harmonieorkest  
  1. Introduction: Andante moderato
  2. Variation I: Allegro deciso
  3. Variation II: Lento, pesante
  4. Variation III: Allegro spumante
  5. Variation IV: Andante
  6. Variation V: Allegro giocoso
- 1965 From Every Horizon - A Tone Poeme to New York
- 1966 Scenes from the Louvre
  1. The Portals
  2. Children's Gallery
  3. The Kings of France
  4. The Nativity Paintings
  5. Finale
- 1968 Fantasies on a Theme by Haydn, voor harmonieorkest
- 1969 Songs of Abelard, voor bariton (of sopraan) solo en harmonieorkest
  1. Introduction
  2. The Tryst
  3. Praise and Profanation
  4. The Parting
- 1973 Concertante for Wind Instruments
- 1975 Satiric Dances for a Comedy by Aristophanes
  1. Allegro pesante
  2. Adagio mesto
  3. Allegro spumante
- 1976 Colonial Ballads, voor harmonieorkest
- 1978 Caccia for band
- 1979 The Dancing Sergeant, voor harmonieorkest
- 1988 Aria and Roulade
- Promises of Spring

### Missen en geestelijke muziek
- 1951 A Psalm of David, voor gemengd koor, strijkers, koperblazers en slagwerk
- 1958 To Saint Cecilia, voor gemengd koor en koperblazers
- 1962 Prayers of Cardinal Newman, voor gemengd koor en orgel
- 1966 Antiphonal Fantasy, voor orgel, koperblazers en strijkers
- 1967 Proud Music of the Storm, voor gemengd koor, koperblazers en orgel
- 1969 Mass, voor gemengd koor, koperblazers en orgel
- 1970 The Lamentation of Saul, voor bariton, dwarsfluit, hobo, klarinet, altviool en piano
- 1972 Psalms of Peace, voor gemengd koor, trompet, hoorn en orgel
- 1975 Mass in Honor of the Blessed Virgin Mary, voor cantor, congregatie, gemengd koor en orgel (of koperblaasensemble)
- 1975 Mass in Honor of the Eucharist, voor cantor, congregatie, gemengd koor en orgel

### Muziek voor een televisiefilm
- 1964 The Louvre television score

### Muziektheater

#### Opera's
| Voltooid in        | titel                                                  | aktes       | première | libretto                                                              |
| ------------------ | ------------------------------------------------------ | ----------- | --- | --------------------------------------------------------------------- |
| 1955               | The Ruby                                               | 1 akte      | 13 mei 1955, Bloomington, Indiana University                                                                           | William Mass naar een schouwspel "A Night at an Inn" van Lord Dunsany |
| 1950/1955 rev.1958 | The Trial at Rouen rev. als: The Triumph of Saint Joan | 2 bedrijven | 1956, New York, National Broadcasting Company (NBC)-TV Opera Theater; rev. versie: 1959, New York, New York City Opera |                                                                       |
| 1961               | Blood Moon                                             |             | 1961, San Francisco |                                                                       |

#### Balletten
| Voltooid in | titel                          | aktes | première                                        | libretto                         | choreografie  |
| ----------- | ------------------------------ | ----- | ----------------------------------------------- | -------------------------------- | ------------- |
| 1945        | On Stage ook: Kidd's On Stage! |       | 4 oktober 1945, Boston, Boston Opera House      | Mary Kidd, Michael Kidd          | Michael Kidd  |
| 1948        | Diversion of Angels            |       | 13 augustus 1948, New London, Palmer Auditorium | Brad Fields, naar Jean Rosenthal | Martha Graham |

## Publicaties
- CMP : the basic concept, in: Quarterly Journal of Music Teaching and Learning: 1:4 N3 1990.
- The composers speak in Louisville, in: Choral Journal 29:36-7 N5 1988.
- MENC's Contemporary Music Project brought composers to classrooms, in: Music Educators Journal 70:65-6 Jan 1984.